# واش (استان)
واش (به مجاری:  Vas megye) یکی از استان‌های مجارستان در ترانسدانوبیای غربی است که ۳٬۳۳۶٫۱۴ کیلومترمربع مساحت و ۲۵۶٬۶۲۹ نفر جمعیت دارد.

## نگارخانه

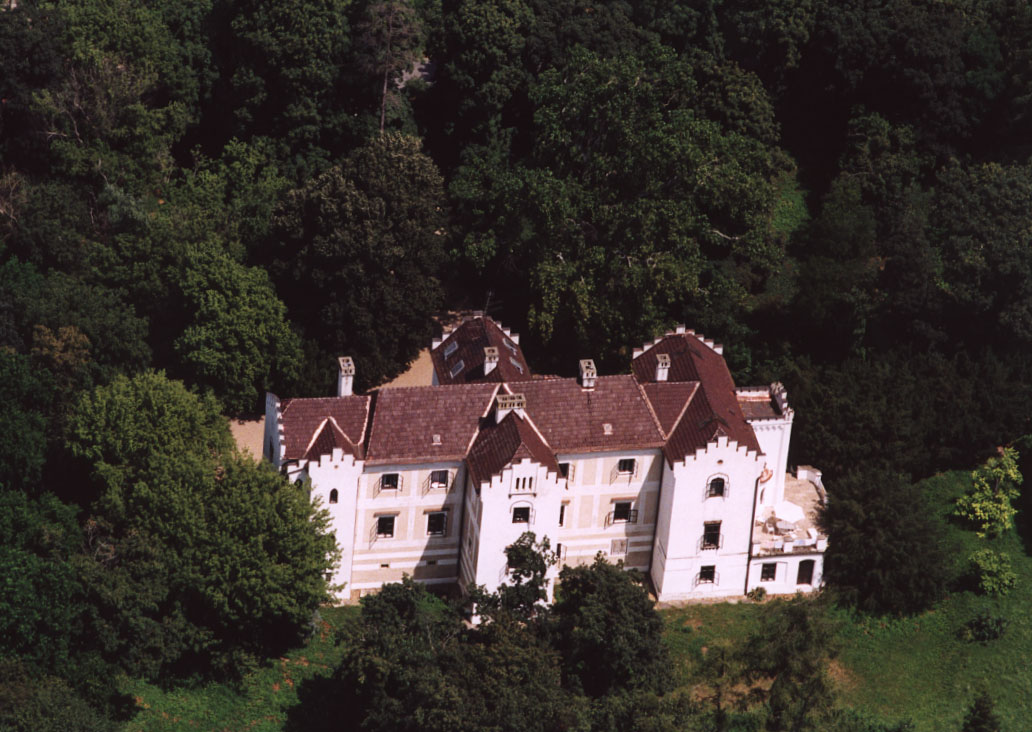
کاخ ژنیه